# Yayani Alto
Yayani Alto ist eine Ortschaft im Departamento Cochabamba im südamerikanischen Andenstaat Bolivien.

## Lage im Nahraum
Yayani Alto liegt in der Provinz Ayopaya und ist der größte Ort im Cantón Yayani im Municipio Morochata. Die Ortschaft liegt auf einer Höhe von 2975 m an linken Nebenflüssen des Río Morochata, die hier von den Hängen der Cordillera Mazo Cruz in nordöstlicher Richtung fließen.

## Geographie
Yayani Alto liegt zwischen der Cordillera Mazo Cruz und der Cordillera del Tunari, einem nordwestlichen Teilabschnitt der Cordillera Oriental. Das Klima ist ein typisches Tageszeitenklima, bei dem die Temperaturschwankungen zwischen Tag und Nacht deutlicher ausfallen als zwischen den Jahreszeiten.
Die Jahresdurchschnittstemperatur der Region liegt bei knapp 15 °C (siehe Klimadiagramm Independencia) und schwankt im Jahresverlauf zwischen 11 °C im Juni/Juli und 17 °C im November/Dezember. Der jährliche Niederschlag liegt bei etwa 750 mm, wobei einer Trockenzeit von Mai bis August mit Monatsniederschlägen unter 20 mm eine ausgeprägte Feuchtezeit gegenübersteht, in der von Dezember bis März die Monatswerte deutlich über 100 mm hinausgehen.

## Verkehrsnetz
Yayani Alto liegt in einer Entfernung von 105 Straßenkilometern nordwestlich von Cochabamba, der Hauptstadt des Departamentos.
Von Cochabamba aus führt die asphaltierte Nationalstraße Ruta 4 in westlicher Richtung 17 Kilometer über Quillacollo nach Vinto. Dort zweigt die unbefestigte Nationalstraße Ruta 25 nach Nordwesten ab und überwindet auf dem 59 Kilometer langen Weg nach Morochata Passhöhen von mehr als 4.300 m. Die Straße führt danach weiter nach Independencia (Ayopaya) Richtung La Paz.
17 Kilometer nordwestlich von Morochata überquert die Ruta 25 den Río Santa Rosa, und nach weiteren elf Kilometern zweigt von der Ruta 25 in südwestlicher Richtung eine Nebenstraße in das einen Kilometer entfernte Yayani Alto ab.

## Bevölkerung
Die Einwohnerzahl der Ortschaft ist in dem Jahrzehnt zwischen den beiden letzten Volkszählungen um knapp ein Viertel zurückgegangen:
| Jahr | Einwohner         | Quelle       |
| ---- | ----------------- | ------------ |
| 1992 | keine Detaildaten | Volkszählung |
| 2001 | 420               | Volkszählung |
| 2012 | 325               | Volkszählung |
| 2024 |                   | Volkszählung |

Die Region weist einen hohen Anteil an Quechua-Bevölkerung auf, im Municipio Morochata sprechen 96,6 Prozent der Bevölkerung Quechua.